# Zentralamerikanische Handballmeisterschaft der Männer 2015
Die Zentralamerikanische Handballmeisterschaft der Männer 2015 war die zweite Austragung der Zentralamerikanischen Handballmeisterschaft für Männer-Nationalmannschaften Zentralamerikas. Organisiert wurde sie von der Pan-American Team Handball Federation. Gespielt wurde in einem einfachen Jeder-gegen-jeden-Turnier. Sieger in Cartago, Costa Rica, wurde die guatemaltekische Männer-Handballnationalmannschaft, die sich damit für die Handball-Panamerikameisterschaft der Männer 2016 qualifizierte.

## Turnier
| Pl. | Land        | Sp. | S | U | N | Tore     | Diff. | Punkte |
| --- | ----------- | --- | - | - | - | -------- | ----- | ------ |
| 1.  | Guatemala   | 4   | 4 | 0 | 0 | 0125:710 | +54   | 8      |
| 2.  | Costa Rica  | 4   | 3 | 0 | 1 | 0121:780 | +43   | 6      |
| 3.  | Honduras    | 4   | 1 | 1 | 2 | 084:980  | −14   | 3      |
| 4.  | El Salvador | 4   | 1 | 0 | 3 | 075:1210 | −46   | 2      |
| 5.  | Nicaragua   | 4   | 0 | 1 | 3 | 093:1300 | −37   | 1      |

Anmk.: Bei Punktgleichheit entschied der direkte Vergleich, dann das Torverhältnis.
| 16. November 2015 | Nicaragua    | 22:43 | Guatemala | Polideportivo, Cartago |
| 16. November 2015 |              |       |           | Polideportivo, Cartago |
| 16. November 2015 | Spielbericht |       |           | Polideportivo, Cartago |

| 16. November 2015 | Costa Rica   | 34:16 | Honduras | Polideportivo, Cartago |
| 16. November 2015 |              |       |          | Polideportivo, Cartago |
| 16. November 2015 | Spielbericht |       |          | Polideportivo, Cartago |

| 17. November 2015 | Honduras     | 19:26 | Guatemala | Polideportivo, Cartago |
| 17. November 2015 |              |       |           | Polideportivo, Cartago |
| 17. November 2015 | Spielbericht |       |           | Polideportivo, Cartago |

| 17. November 2015 | El Salvador  | 18:39 | Costa Rica | Polideportivo, Cartago |
| 17. November 2015 |              |       |            | Polideportivo, Cartago |
| 17. November 2015 | Spielbericht |       |            | Polideportivo, Cartago |

| 18. November 2015 | El Salvador  | 13:24 | Honduras | Polideportivo, Cartago |
| 18. November 2015 |              |       |          | Polideportivo, Cartago |
| 18. November 2015 | Spielbericht |       |          | Polideportivo, Cartago |

| 18. November 2015 | Costa Rica   | 34:20 | Nicaragua | Polideportivo, Cartago |
| 18. November 2015 |              |       |           | Polideportivo, Cartago |
| 18. November 2015 | Spielbericht |       |           | Polideportivo, Cartago |

| 19. November 2015 | Guatemala    | 32:16 | El Salvador | Polideportivo, Cartago |
| 19. November 2015 |              |       |             | Polideportivo, Cartago |
| 19. November 2015 | Spielbericht |       |             | Polideportivo, Cartago |

| 19. November 2015 | Nicaragua    | 25:25 | Honduras | Polideportivo, Cartago |
| 19. November 2015 |              |       |          | Polideportivo, Cartago |
| 19. November 2015 | Spielbericht |       |          | Polideportivo, Cartago |

| 20. November 2015 | Nicaragua    | 26:28 | El Salvador | Polideportivo, Cartago |
| 20. November 2015 |              |       |             | Polideportivo, Cartago |
| 20. November 2015 | Spielbericht |       |             | Polideportivo, Cartago |

| 20. November 2015 | Guatemala    | 24:14 | Costa Rica | Polideportivo, Cartago |
| 20. November 2015 |              |       |            | Polideportivo, Cartago |
| 20. November 2015 | Spielbericht |       |            | Polideportivo, Cartago |